# Black Holes and Revelations Tour

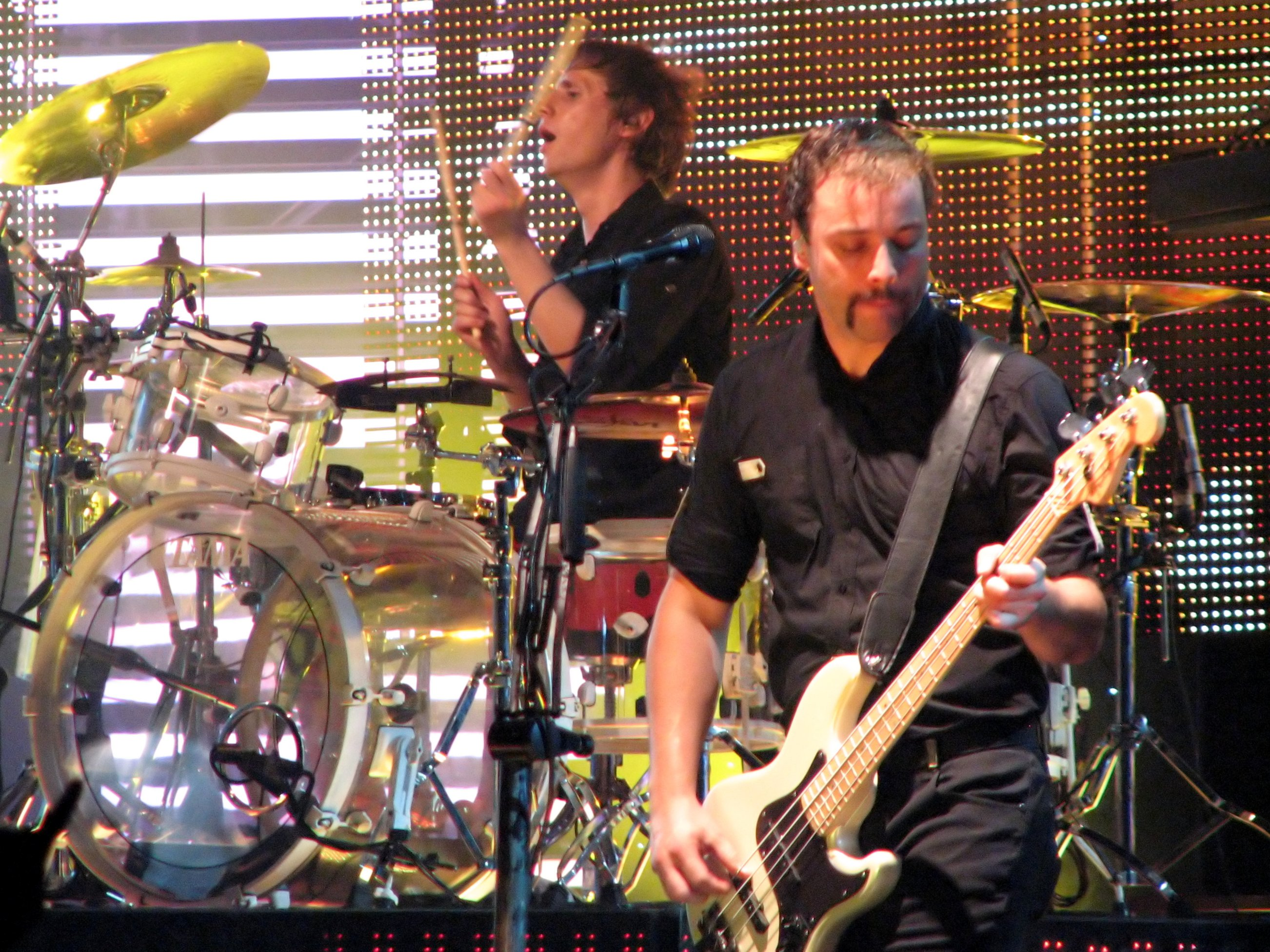
Drummer Dominic Howard en bassist Christopher Wolstenholme in Toronto.

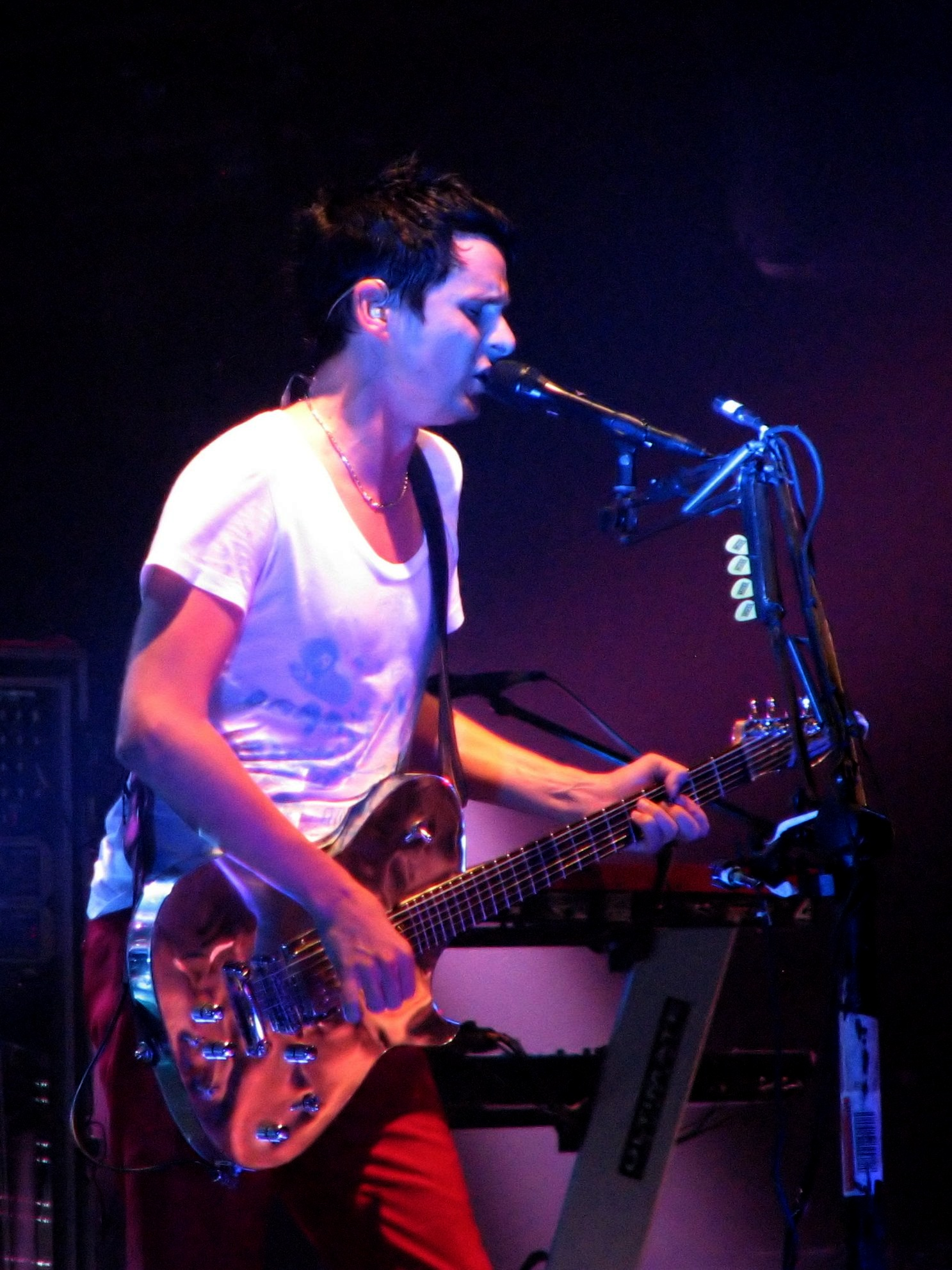
Zanger Matthew Bellamy tijdens hetzelfde concert.

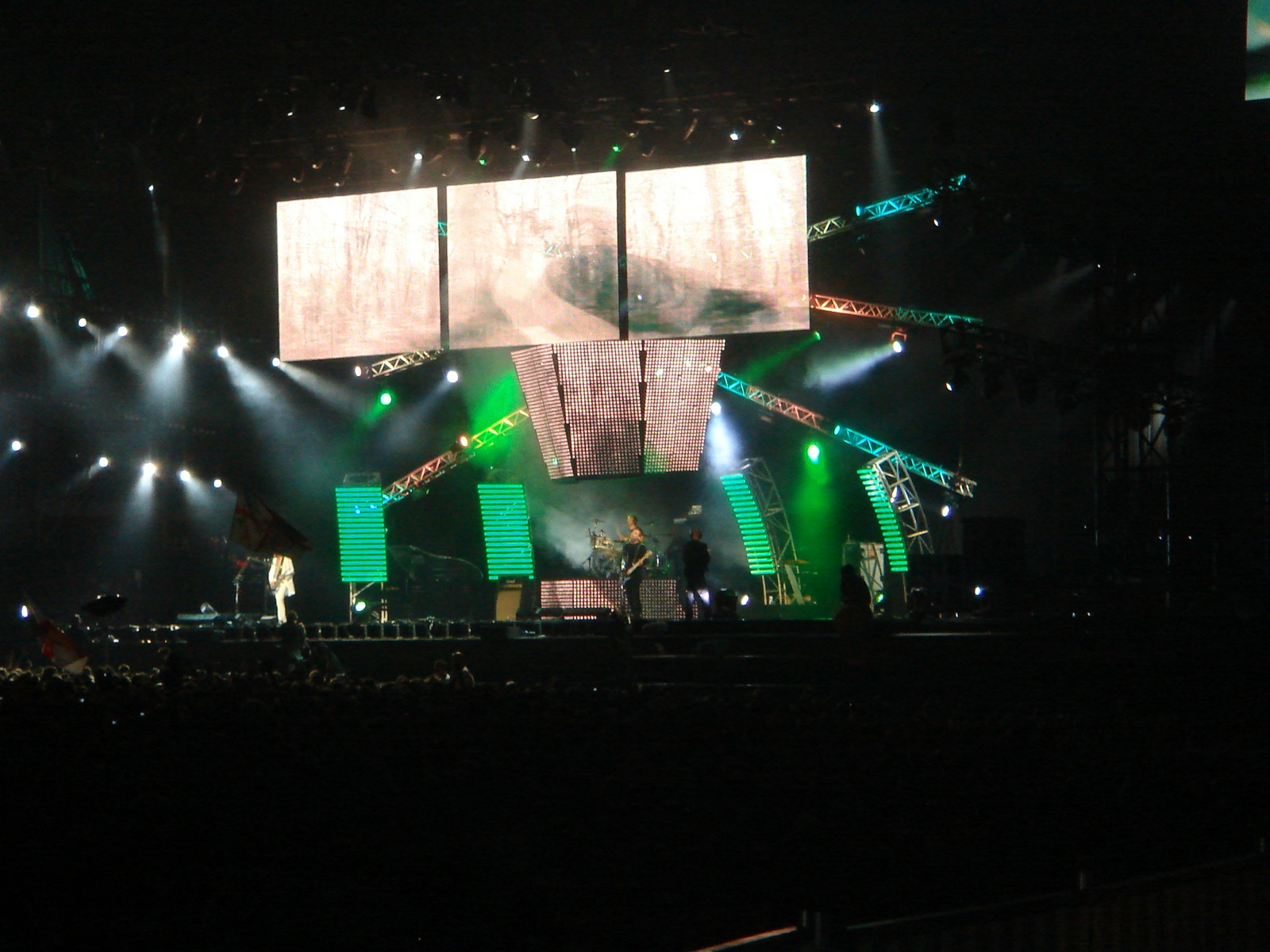
Muse tijdens het Isle of Wight Festival in 2007.

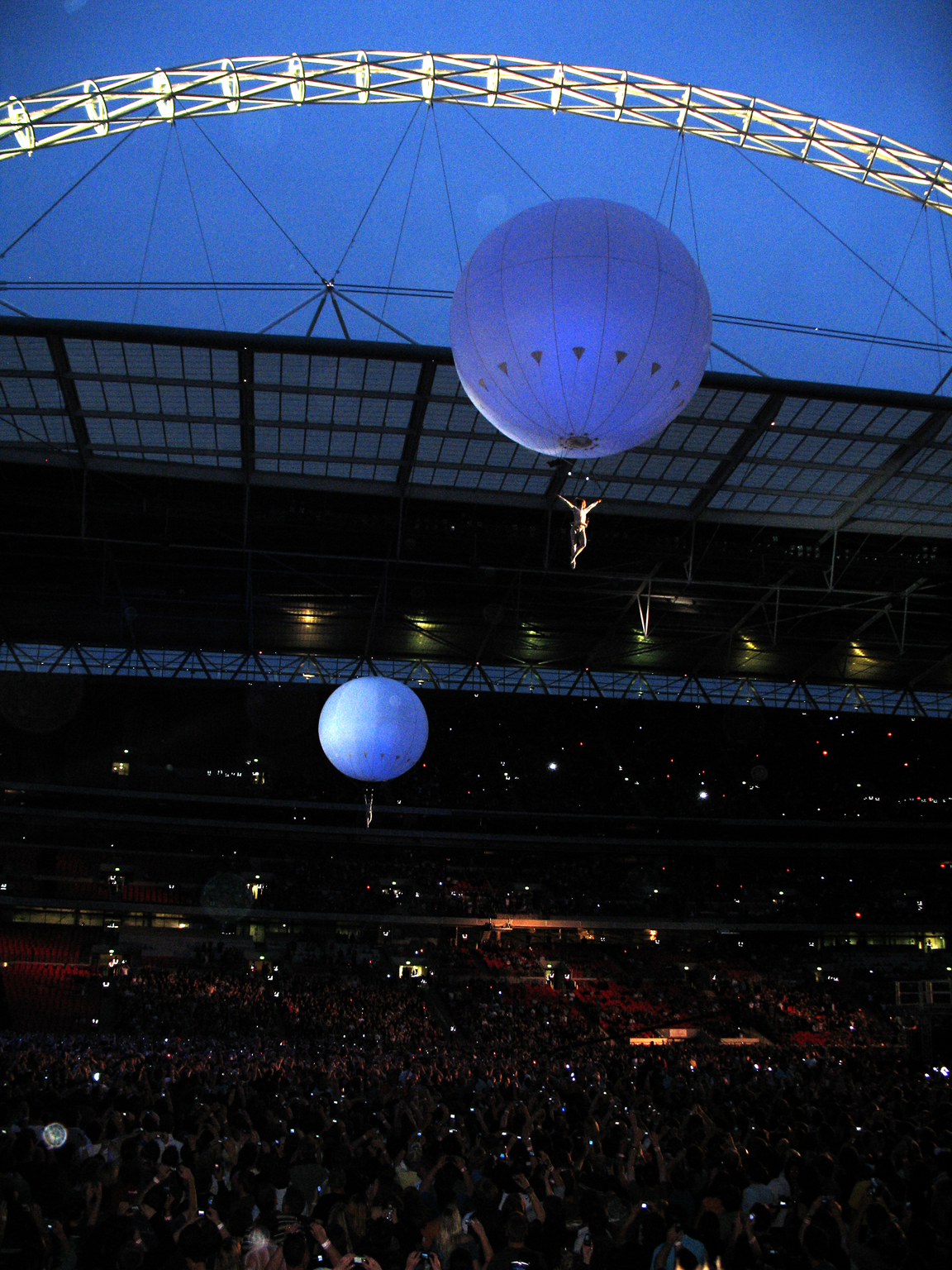
Acrobaten tijdens Blackout.

De Black Holes and Revelations Tour was een wereldwijde concerttournee van de Britse rockband Muse ter promotie van hun vierde studioalbum Black Holes and Revelations. De tournee werd in juli 2006 aangekondigd als "de grootste tournee tot nu toe" als ondersteuning van het album.

## Achtergrond
Het eerste concert vond plaats op 13 mei 2006 tijdens Radio 1's Big Weekend in Dundee. Het was het eerste concert van Muse sinds de Live 8 concerten in juli 2005. Tijdens de zomer van 2006 speelde de band de eerste reeks van concerten met als hoogtepunt de Reading en Leeds Festivals. Daarna bezocht de band bijna de hele wereld, het Verenigd Koninkrijk, Europa, de Verenigde Staten, Canada, Australië, Japan, China en Zuid-Korea. Daarnaast werd ook Zuidoost-Azië aangedaan, de band was te zien in Maleisië en Indonesië. Ook delen van Latijns-Amerika en Zuid-Amerika werden bezocht.
De concerten van de Black Holes and Revelations Tour bevatten meer special effects dan eerdere tournees. Tijdens de Reading en Leeds Festivals werd een scherm met neon-buizen gebruikt met daarop 10 kleinere beeldschermen aan de voorkant en vijf beeldschermen aan de onderkant. Daarnaast vijf schermen waren bedienbaar. Kleinere varianten hierop werden gebruikt tijdens andere concerten van de eerste tot de zesde reeks. Voor de concerten van de band tijdens de herfst en winter in Europe werd een podium gebruikt wat geïnspireerd was door het HAARP-project.
Een concert op Rock Werchter vond plaats op 30 juni 2006. Op 20 augustus 2006 was Muse te zien als afsluiter op Lowlands in Biddinghuizen. Eind 2006, op 28 november 2006, stond de band in de Brabanthallen van Den Bosch. Het laatste concert van de vijfde reeks was in het Sportpaleis van Antwerpen op 19 december 2006.
In begin 2007 was de band te zien tijdens Pinkpop in Landgraaf. Een maand later stond de band weer op Rock Werchter op 28 juni 2007.
Het grootste concert van de band tijdens deze tour waren de concerten die Muse in het nieuwe Wembley Stadium gaf op 16 en 17 juli 2007. Muse was de eerste band die in een uitverkocht Wembley Stadium speelde. Op het podium waren twee futuristische antennes te zien, daarnaast was er ook veel verlichting aanwezig. Tijdens het nummer Blackout van het vorige studioalbum Absolution waren twee acrobaten te zien. Deze hingen aan twee gigantische ballonnen die boven het publiek zweefden. Opnamen van dit concert werden later uitgebracht als HAARP op dvd en cd.
In april 2008 gaf de band een optreden voor Teenage Cancer Trust in de Royal Albert Hall van Londen. Ondanks een korte setlist was dit voor de band een van hun favoriete concerten van de tournee. Tijdens het concert speelde Muse het nummer Megalomania, het laatste nummer van hun tweede studioalbum Origin of Symmetry. Het nummer werd voor het eerst sinds 2002 gespeeld.

## Gemiddelde setlist
De meeste concerten werden geopend met Knights of Cydonia, Take a Bow of Map of the Problematique. Het is twee keer voorgekomen dat Assassin als opener werd gebruikt. Daarnaast werden New Born, Apocalypse Please, Dead Star of Bliss één keer als opener gebruikt. De onderstaande setlist is gebaseerd op 185 van de 191 setlists.
1. Knights of Cydonia
2. Map of the Problematique
3. Hysteria
4. Butterflies and Hurricanes
5. Supermassive Black Hole
6. Feeling Good
7. Sunburn
8. New Born
9. Bliss
10. Starlight
11. Invincible
12. Plug In Baby
13. Time Is Running Out

Encore:
1. Take a Bow
2. Soldier's Poem
3. Stockholm Syndrome

## Gespeelde nummers
Een overzicht van de nummers die gespeeld werden tijdens de Black Holes and Revelations Tour.
| Album                              | Nummer                                 | Aantal keer gespeeld |
| ---------------------------------- | -------------------------------------- | -------------------- |
| Showbiz (1999)                     | Sunburn                                | 78                   |
| Showbiz (1999)                     | Muscle Museum                          | 19                   |
| Showbiz (1999)                     | Showbiz                                | 28                   |
| Showbiz (1999)                     | Unintended                             | 14                   |
| Origin of Symmetry (2001)          | New Born                               | 176                  |
| Origin of Symmetry (2001)          | Bliss                                  | 100                  |
| Origin of Symmetry (2001)          | Space Dementia                         | 3                    |
| Origin of Symmetry (2001)          | Plug In Baby                           | 185                  |
| Origin of Symmetry (2001)          | Citizen Erased                         | 44                   |
| Origin of Symmetry (2001)          | Micro Cuts                             | 12                   |
| Origin of Symmetry (2001)          | Feeling Good                           | 119                  |
| Origin of Symmetry (2001)          | Megalomania                            | 2                    |
| Hullabaloo Soundtrack (2002)       | Dead Star                              | 7                    |
| Absolution (2003)                  | Apocalypse Please                      | 61                   |
| Absolution (2003)                  | Time Is Running Out                    | 187                  |
| Absolution (2003)                  | Sing for Absolution                    | 16                   |
| Absolution (2003)                  | Stockholm Syndrome                     | 185                  |
| Absolution (2003)                  | Hysteria                               | 186                  |
| Absolution (2003)                  | Blackout                               | 4                    |
| Absolution (2003)                  | Butterflies and Hurricanes             | 161                  |
| Absolution (2003)                  | Ruled by Secrecy                       | 5                    |
| Black Holes and Revelations (2006) | Take a Bow                             | 161                  |
| Black Holes and Revelations (2006) | Starlight                              | 188                  |
| Black Holes and Revelations (2006) | Supermassive Black Hole                | 185                  |
| Black Holes and Revelations (2006) | Map of the Problematique               | 186                  |
| Black Holes and Revelations (2006) | Soldier's Poem                         | 92                   |
| Black Holes and Revelations (2006) | Invincible                             | 158                  |
| Black Holes and Revelations (2006) | Assassin                               | 50                   |
| Black Holes and Revelations (2006) | Exo-Politics                           | 7                    |
| Black Holes and Revelations (2006) | City of Delusion                       | 47                   |
| Black Holes and Revelations (2006) | Hoodoo                                 | 60                   |
| Black Holes and Revelations (2006) | Knights of Cydonia                     | 190                  |
| Geen                               | Forced In                              | 69                   |
| Geen                               | Fury                                   | 11                   |
| Geen                               | Man of Mystery (cover van The Shadows) | 20                   |
| Geen                               | Nishe                                  | 1                    |

## Medewerkers
- Matthew Bellamy - zang, gitaar, piano
- Christopher Wolstenholme - basgitaar, achtergrondzang, mondharmonica, gitaar tijdens Hoodoo
- Dominic Howard - drums, achtergrondzang tijdens Supermassive Black Hole
- Morgan Nicholls - keyboards , synthesizers, achtergrondzang, slaginstrumenten

## Lijst van concerten

### Eerste reeks - muziekfestivals en eerste voorbereidingsconcerten
| Nr. | Datum        | Plaats           | Land                | Locatie                | Voorprogramma           |
| --- | ------------ | ---------------- | ------------------- | ---------------------- | ----------------------- |
| 1   | 13 mei 2006  | Dundee           | Verenigd Koninkrijk | Radio 1's Big Weekend  | Verschillende artiesten |
| 2   | 7 juni 2006  | Milaan           | Italië              | Rolling Stone          |                         |
| 3   | 24 juni 2006 | Neuhausen ob Eck | Duitsland           | Southside Festival     | Verschillende artiesten |
| 4   | 28 juni 2006 | Londen           | Verenigd Koninkrijk | Shepherd's Bush Empire |                         |
| 5   | 30 juni 2006 | Werchter         | België              | Rock Werchter          | Verschillende artiesten |
| 6   | 1 juli 2006  | Arras            | Frankrijk           | Main Square Festival   | Verschillende artiesten |
| 7   | 2 juli 2006  | Belfort          | Frankrijk           | Eurockéennes           | Verschillende artiesten |
| 8   | 8 juli 2006  | Kristiansand     | Noorwegen           | Quart Festival         | Verschillende artiesten |

### Tweede reeks - eerste deel vanNoord-Amerika
| Nr. | Datum           | Plaats        | Land             | Locatie                   | Voorprogramma  |
| --- | --------------- | ------------- | ---------------- | ------------------------- | -------------- |
| 9   | 18 juli 2006    | San Francisco | Verenigde Staten | The Concourse             | The Cloud Room |
| 10  | 19 juli 2006    | Los Angeles   | Verenigde Staten | Greek Theatre             | The Cloud Room |
| 11  | 21 juli 2006    | San Diego     | Verenigde Staten | Soma San Diego            | The Cloud Room |
| 12  | 22 juli 2006    | Phoenix       | Verenigde Staten | Celebrity Theatre         | The Cloud Room |
| 13  | 24 juli 2006    | Denver        | Verenigde Staten | Fillmore Auditorium       | The Cloud Room |
| 14  | 26 juli 2006    | Minneapolis   | Verenigde Staten | State Theatre             | The Cloud Room |
| 15  | 27 juli 2006    | Chicago       | Verenigde Staten | Aragon Ballroom           | The Cloud Room |
| 16  | 28 juli 2006    | Detroit       | Verenigde Staten | The Fillmore Detroit      | The Cloud Room |
| 17  | 30 juli 2006    | Toronto       | Canada           | The Docks Concert Theatre | The Cloud Room |
| 18  | 31 juli 2006    | Montreal      | Canada           | Jacques-Cartier Pier      | The Cloud Room |
| 19  | 2 augustus 2006 | Boston        | Verenigde Staten | Bank of America Pavilion  | The Cloud Room |
| 20  | 3 augustus 2006 | New York      | Verenigde Staten | Hammerstein Ballroom      | The Cloud Room |
| 21  | 4 augustus 2006 | Philadelphia  | Verenigde Staten | Electric Factory          | The Cloud Room |
| 22  | 6 augustus 2006 | Atlanta       | Verenigde Staten | The Tabernacle            | The Cloud Room |

### Derde reeks - muziekfestivals en tweede voorbereidingsconcerten
| Nr. | Datum            | Plaats        | Land                | Locatie                    | Voorprogramma                 |
| --- | ---------------- | ------------- | ------------------- | -------------------------- | ----------------------------- |
| 23  | 12 augustus 2006 | Osaka         | Japan               | Summer Sonic Festival      | Verschillende artiesten       |
| 24  | 13 augustus 2006 | Chiba         | Japan               | Summer Sonic Festival      | Verschillende artiesten       |
| 25  | 17 augustus 2006 | Salzburg      | Oostenrijk          | Frequency Festival         | Verschillende artiesten       |
| 26  | 18 augustus 2006 | Gampel        | Zwitserland         | Gampel Open Air Festival   | Verschillende artiesten       |
| 27  | 20 augustus 2006 | Biddinghuizen | Nederland           | Lowlands Festival          | Verschillende artiesten       |
| 28  | 22 augustus 2006 | St. Austell   | Verenigd Koninkrijk | Eden Project               | Hey Molly, Nixon and the Burn |
| 29  | 24 augustus 2006 | Edinburgh     | Verenigd Koninkrijk | Meadowbank Stadium         | My Chemical Romance           |
| 30  | 26 augustus 2006 | Reading       | Verenigd Koninkrijk | Reading en Leeds Festivals | Verschillende artiesten       |
| 31  | 27 augustus 2006 | Leeds         | Verenigd Koninkrijk | Reading en Leeds Festivals | Verschillende artiesten       |
| 32  | 2 september 2006 | Istanboel     | Turkije             | Rock'n Coke                | Verschillende artiesten       |

### Vierde reeks - tweede deel van Noord-Amerika
| Nr. | Datum             | Plaats         | Land             | Locatie                           | Voorprogramma           |
| --- | ----------------- | -------------- | ---------------- | --------------------------------- | ----------------------- |
| 33  | 9 september 2006  | Toronto        | Canada           | Virgin Festival                   | Verschillende artiesten |
| 34  | 10 september 2006 | Cleveland      | Verenigde Staten | Agora Theatre and Ballroom        | The Like                |
| 35  | 11 september 2006 | Columbus       | Verenigde Staten | Lifestyle Communities Pavilion    | The Like                |
| 36  | 13 september 2006 | Nashville      | Verenigde Staten | War Memorial Auditorium           | The Like                |
| 37  | 14 september 2006 | St. Louis      | Verenigde Staten | The Pageant                       | The Like                |
| 38  | 15 september 2006 | Kansas City    | Verenigde Staten | Uptown Theatre                    | The Like                |
| 39  | 17 september 2006 | Austin         | Verenigde Staten | Austin City Limits Music Festival | Verschillende artiesten |
| 40  | 18 september 2006 | Houston        | Verenigde Staten | Verizon Wireless Theater          | The Like                |
| 41  | 19 september 2006 | Grand Prairie  | Verenigde Staten | Nokia Theater                     | The Like                |
| 42  | 21 september 2006 | Paradise       | Verenigde Staten | The Joint                         | The Like                |
| 43  | 23 september 2006 | San Bernardino | Verenigde Staten | Inland Invasion                   | Verschillende artiesten |
| 44  | 24 september 2006 | Tucson         | Verenigde Staten | KFMA Fall Ball Music Festival     | Verschillende artiesten |
| 45  | 26 september 2006 | Salt Lake City | Verenigde Staten | Saltair Pavilion                  | The Like                |
| 46  | 28 september 2006 | Davis          | Verenigde Staten | ARC Pavilion                      | The Like                |
| 47  | 30 september 2006 | Mountain View  | Verenigde Staten | Download                          | Verschillende artiesten |
| 48  | 3 oktober 2006    | Portland       | Verenigde Staten | Roseland Theater                  | The Like                |
| 49  | 4 oktober 2006    | Seattle        | Verenigde Staten | Paramount Theatre                 | The Like                |

### Vijfde reeks - eerste deel vanEuropa
| Nr. | Datum            | Plaats     | Land                | Locatie                          | Voorprogramma   |
| --- | ---------------- | ---------- | ------------------- | -------------------------------- | --------------- |
| 50  | 24 oktober 2006  | Bilbao     | Spanje              | Bizkaia Arena                    | Poet in Process |
| 51  | 26 oktober 2006  | Lissabon   | Portugal            | Campo Pequeno                    | Poet in Process |
| 52  | 27 oktober 2006  | Madrid     | Spanje              | Palacio de Deportes              | Poet in Process |
| 53  | 28 oktober 2006  | Barcelona  | Spanje              | Palau Municipal d'Esports        | Poet in Process |
| 54  | 30 oktober 2006  | Toulouse   | Frankrijk           | Le Zénith de Toulouse            | Poet in Process |
| 55  | 27 oktober 2006  | Bordeaux   | Frankrijk           | Patinoire de Mériadeck           | Poet in Process |
| 56  | 3 november 2006  | Dublin     | Ierland             | Point Theatre                    | Noisettes       |
| 57  | 4 november 2006  | Belfast    | Verenigd Koninkrijk | Odyssey Arena                    | Noisettes       |
| 58  | 6 november 2006  | Aberdeen   | Verenigd Koninkrijk | AECC                             | Noisettes       |
| 59  | 7 november 2006  | Glasgow    | Verenigd Koninkrijk | SECC                             | Noisettes       |
| 60  | 10 november 2006 | Manchester | Verenigd Koninkrijk | Evening News Arena               | Noisettes       |
| 61  | 11 november 2006 | Manchester | Verenigd Koninkrijk | Evening News Arena               | Noisettes       |
| 62  | 12 november 2006 | Cardiff    | Verenigd Koninkrijk | Cardiff International Arena      | Noisettes       |
| 63  | 14 november 2006 | Birmingham | Verenigd Koninkrijk | National Exhibition Centre       | Noisettes       |
| 64  | 15 november 2006 | Birmingham | Verenigd Koninkrijk | National Exhibition Centre       | Noisettes       |
| 65  | 17 november 2006 | Nottingham | Verenigd Koninkrijk | National Ice Centre              | Noisettes       |
| 66  | 18 november 2006 | Sheffield  | Verenigd Koninkrijk | Hallam FM Arena                  | Noisettes       |
| 67  | 19 november 2006 | Newcastle  | Verenigd Koninkrijk | Metro Radio Arena                | Noisettes       |
| 68  | 21 november 2006 | Londen     | Verenigd Koninkrijk | Wembley Arena                    | Noisettes       |
| 69  | 22 november 2006 | Londen     | Verenigd Koninkrijk | Wembley Arena                    | Noisettes       |
| 70  | 23 november 2006 | Londen     | Verenigd Koninkrijk | Wembley Arena                    | Noisettes       |
| 71  | 25 november 2006 | Berlijn    | Duitsland           | Treptow Arena                    | Noisettes       |
| 72  | 26 november 2006 | Hamburg    | Duitsland           | Alsterdorfer Sporthalle          | Noisettes       |
| 73  | 28 november 2006 | Den Bosch  | Nederland           | Brabanthallen                    | Noisettes       |
| 74  | 29 november 2006 | Böblingen  | Duitsland           | Sporthalle                       | Noisettes       |
| 75  | 1 december 2006  | Rome       | Italië              | PalaLottomatica                  | Noisettes       |
| 76  | 2 december 2006  | Bologna    | Italië              | PalaMalaguti                     | Noisettes       |
| 77  | 4 december 2006  | Milaan     | Italië              | DatchForum                       | Noisettes       |
| 78  | 5 december 2006  | Genève     | Zwitserland         | SEG Geneva Arena                 | Noisettes       |
| 79  | 6 december 2006  | Winterthur | Zwitserland         | Eishalle Deutweg                 | Noisettes       |
| 80  | 8 december 2006  | Wenen      | Oostenrijk          | Wiener Stadthalle                | Noisettes       |
| 81  | 9 december 2006  | München    | Duitsland           | Zenith                           | Noisettes       |
| 82  | 11 december 2006 | Lyon       | Frankrijk           | Halle Tony Garnier               | Noisettes       |
| 83  | 13 december 2006 | Düsseldorf | Duitsland           | Philipshalle                     | Noisettes       |
| 84  | 14 december 2006 | Parijs     | Frankrijk           | Palais Omnisports de Paris-Bercy | Razorlight      |
| 85  | 15 december 2006 | Parijs     | Frankrijk           | Palais Omnisports de Paris-Bercy | Razorlight      |
| 86  | 17 december 2006 | Nantes     | Frankrijk           | Le Zénith Nantes Métropole       | Razorlight      |
| 87  | 18 december 2006 | Lille      | Frankrijk           | Zénith de Lille Grand Palais     | Razorlight      |
| 88  | 19 december 2006 | Antwerpen  | België              | Sportpaleis                      | Razorlight      |

### Zesde reeks -AziëenOceanië
| Nr. | Datum            | Plaats       | Land          | Locatie                   | Voorprogramma           |
| --- | ---------------- | ------------ | ------------- | ------------------------- | ----------------------- |
| 89  | 16 januari 2007  | Singapore    | Singapore     | Fort Canning Park         |                         |
| 90  | 19 januari 2007  | Auckland     | Nieuw-Zeeland | Big Day Out               | Verschillende artiesten |
| 91  | 21 januari 2007  | Gold Coast   | Australië     | Big Day Out               | Verschillende artiesten |
| 92  | 23 januari 2007  | Sydney       | Australië     | Hordern Pavilion          | Ground Components       |
| 93  | 24 januari 2007  | Sydney       | Australië     | Hordern Pavilion          | Ground Components       |
| 94  | 25 januari 2007  | Sydney       | Australië     | Big Day Out               | Verschillende artiesten |
| 95  | 28 januari 2007  | Melbourne    | Australië     | Big Day Out               | Verschillende artiesten |
| 96  | 30 januari 2007  | Melbourne    | Australië     | Festival Hall             | Ground Components       |
| 97  | 31 januari 2007  | Melbourne    | Australië     | Festival Hall             | Ground Components       |
| 98  | 2 februari 2007  | Adelaide     | Australië     | Big Day Out               | Verschillende artiesten |
| 99  | 4 februari 2007  | Perth        | Australië     | Big Day Out               | Verschillende artiesten |
| 100 | 23 februari 2007 | Jakarta      | Indonesië     | Istora Senayan            | -                       |
| 101 | 25 februari 2007 | Kuala Lumpur | Maleisië      | Stadium Negara            | -                       |
| 102 | 28 februari 2007 | Taipei       | Taiwan        | Spirit of Taiwan          | Verschillende artiesten |
| 103 | 3 maart 2007     | Hongkong     | Hongkong      | AsiaWorld-Expo            | -                       |
| 104 | 7 maart 2007     | Seoul        | Zuid-Korea    | Jamsil Arena              | -                       |
| 105 | 10 maart 2007    | Tokio        | Japan         | Shinkiba Studio Coast     | -                       |
| 106 | 11 maart 2007    | Tokio        | Japan         | Shinkiba Studio Coast     | -                       |
| 107 | 12 maart 2007    | Tokio        | Japan         | Tokyo International Forum | -                       |
| 108 | 14 maart 2007    | Osaka        | Japan         | Zepp (Osaka)              | -                       |
| 109 | 15 maart 2007    | Osaka        | Japan         | Zepp (Osaka)              | -                       |
| 110 | 16 maart 2007    | Fukuoka      | Japan         | Zepp (Osaka)              | -                       |
| 111 | 18 maart 2007    | Sendai       | Japan         | Zepp (Osaka)              | -                       |
| 112 | 19 maart 2007    | Nagoya       | Japan         | Zepp (Osaka)              | -                       |

### Zevende reeks - derde deel van Noord-Amerika
| Nr. | Datum         | Plaats          | Land             | Locatie                      | Voorprogramma           |
| --- | ------------- | --------------- | ---------------- | ---------------------------- | ----------------------- |
| 113 | 9 april 2007  | San Francisco   | Verenigde Staten | Bill Graham Civic Auditorium | Immigrant               |
| 114 | 10 april 2007 | Inglewood       | Verenigde Staten | Inglewood Forum              | Immigrant               |
| 115 | 12 april 2007 | Mexico-Stad     | Mexico           | Palacio de los Deportes      |                         |
| 116 | 15 april 2007 | Frisco          | Verenigde Staten | Edgefest                     | Verschillende artiesten |
| 117 | 5 mei 2007    | East Rutherford | Verenigde Staten | The Bamboozle                | Verschillende artiesten |

### Achtste reeks - tweede deel van Europa
| Nr. | Datum        | Plaats           | Land                | Locatie                 | Voorprogramma                                        |
| --- | ------------ | ---------------- | ------------------- | ----------------------- | ---------------------------------------------------- |
| 118 | 26 mei 2007  | Esch-sur-Alzette | Luxemburg           | Rockhal                 | Montevideo                                           |
| 119 | 27 mei 2007  | Landgraaf        | Nederland           | Pinkpop                 | Verschillende artiesten                              |
| 120 | 30 mei 2007  | Florence         | Italië              | Piazzale Michelangelo   | Juliette and the Licks                               |
| 121 | 1 juni 2007  | Nürburg          | Duitsland           | Rock am Ring            | Verschillende artiesten                              |
| 122 | 2 juni 2007  | Neurenberg       | Duitsland           | Rock im Park            | Verschillende artiesten                              |
| 123 | 9 juni 2007  | Newport          | Verenigd Koninkrijk | Isle of Wight Festival  | Verschillende artiesten                              |
| 124 | 16 juni 2007 | Londen           | Verenigd Koninkrijk | Wembley Stadium         | The Streets, Dirty Pretty Things, Rodrigo y Gabriela |
| 125 | 17 juni 2007 | Londen           | Verenigd Koninkrijk | Wembley Stadium         | My Chemical Romance, Biffy Clyro, Shy Child          |
| 126 | 23 juni 2007 | Parijs           | Frankrijk           | Parc des Princes        | Biffy Clyro, We Are Scientists, Archive              |
| 127 | 28 juni 2007 | Werchter         | België              | Rock Werchter           | Verschillende artiesten                              |
| 128 | 30 juni 2007 | Gdynia           | Polen               | Open'er Festival        | Verschillende artiesten                              |
| 129 | 2 juli 2007  | Riga             | Litouwen            | Riga Arena              |                                                      |
| 130 | 7 juli 2007  | Punchestown      | Ierland             | Oxegen                  | Verschillende artiesten                              |
| 131 | 8 juli 2007  | Roskilde         | Denemarken          | Roskilde Festival       | Verschillende artiesten                              |
| 132 | 7 juli 2007  | Monaco           | Monaco              | Stade Louis II          | Kaiser Chiefs,Second Sex                             |
| 133 | 13 juli 2007 | Aix-les-Bains    | Frankrijk           | Musilac Festival        | Verschillende artiesten                              |
| 134 | 14 juli 2007 | Locarno          | Zwitserland         | Moon and Stars Festival | Verschillende artiesten                              |
| 135 | 16 juli 2007 | Verona           | Italië              | Verona Arena            | -                                                    |
| 135 | 18 juli 2007 | Nimes            | Frankrijk           | Arena of Nîmes          | -                                                    |
| 136 | 20 juli 2007 | Angoulême        | Frankrijk           | Garden Nef Party        | Verschillende artiesten                              |
| 137 | 23 juli 2007 | Benicasim        | Spanje              | Festival Internacional  | Verschillende artiesten                              |
| 138 | 23 juli 2007 | Nyon             | Zwitserland         | Paléo Festival          | Verschillende artiesten                              |
| 139 | 27 juli 2007 | Naeba Ski Resort | Japan               | Fuji Rock Festival      | Verschillende artiesten                              |
| 140 | 29 juli 2007 | Incheon          | Zuid-Korea          | Pentaport Rock Festival | Verschillende artiesten                              |

### Negende reeks - vierde deel van Noord-Amerika
| Nr. | Datum             | Plaats           | Land             | Locatie                           | Voorprogramma                     |
| --- | ----------------- | ---------------- | ---------------- | --------------------------------- | --------------------------------- |
| 141 | 1 augustus 2007   | Mississauga      | Canada           | Arrow Hall                        | Cold War Kids                     |
| 142 | 2 augustus 2007   | Sterling Heights | Verenigde Staten | CIMX-FM Annual Birthday Bash      | Verschillende artiesten           |
| 143 | 4 augustus 2007   | Chicago          | Verenigde Staten | Lollapalooza                      | Verschillende artiesten           |
| 144 | 6 augustus 2007   | New York         | Verenigde Staten | Madison Square Garden             | Cold War Kids                     |
| 145 | 9 augustus 2007   | Fairfax          | Verenigde Staten | Patriot Center                    | Cold War Kids                     |
| 146 | 10 augustus 2007  | Philadelphia     | Verenigde Staten | Philadelphia Festival Pier        | Cold War Kids                     |
| 147 | 11 augustus 2007  | Boston           | Verenigde Staten | Agganis Arena                     | Cold War Kids                     |
| 148 | 9 september 2007  | Seattle          | Verenigde Staten | KeyArena                          | Juliette and the Licks            |
| 149 | 10 september 2007 | Portland         | Verenigde Staten | Rose Garden                       | Juliette and the Licks            |
| 150 | 11 september 2007 | Orem             | Verenigde Staten | David O. McKay Events Center      | Juliette and the Licks            |
| 151 | 15 september 2007 | Austin           | Verenigde Staten | Austin City Limits Music Festival | Verschillende artiesten           |
| 152 | 16 september 2007 | Grand Prairie    | Verenigde Staten | Nokia Theater                     | Juliette and the Licks, Immigrant |
| 153 | 18 september 2007 | Morrison         | Verenigde Staten | Red Rocks Amphitheatre            | Juliette and the Licks, Immigrant |
| 154 | 20 september 2007 | Mesa             | Verenigde Staten | Mesa Amphitheatre                 | Juliette and the Licks, Immigrant |
| 155 | 21 september 2007 | Irvine           | Verenigde Staten | Verizon Wireless Amphitheatre     | Juliette and the Licks, Immigrant |
| 156 | 22 september 2007 | Chula Vista      | Verenigde Staten | Street Scene                      | Verschillende artiesten           |

### Tiende reeks - derde deel van Europa
| Nr. | Datum           | Plaats           | Land        | Locatie                         | Voorprogramma       |
| --- | --------------- | ---------------- | ----------- | ------------------------------- | ------------------- |
| 157 | 4 oktober 2007  | Athene           | Griekenland | Terra Vibe Park                 |                     |
| 158 | 6 oktober 2007  | Bucharest        | Roemenië    | Arcul de Triumf Stadium         | Brett Anderson      |
| 159 | 7 oktober 2007  | Belgrade         | Servië      | Belgrade Arena                  | -                   |
| 160 | 9 oktober 2007  | Zagreb           | Kroatië     | Dražen Petrović Basketball Hall | -                   |
| 161 | 10 oktober 2007 | Boedapest        | Hongarije   | Sports Arena                    | 30Y                 |
| 162 | 13 oktober 2007 | Kiev             | Oekraïne    | Palace of Sports                | -                   |
| 163 | 15 oktober 2007 | Moscow           | Rusland     | Luzhniki Palace of Sports       | -                   |
| 164 | 17 oktober 2007 | Helsinki         | Finland     | Helsingin jäähalli              | Manboy              |
| 165 | 19 oktober 2007 | Saint Petersburg | Rusland     | Ice Palace                      |                     |
| 166 | 20 oktober 2007 | Trondheim        | Noorwegen   | Dødens Dal                      | Inglow              |
| 167 | 21 oktober 2007 | Stockholm        | Zweden      | Hovet                           | Stalingrad Cowgirls |
| 168 | 23 oktober 2007 | Oslo             | Noorwegen   | Oslo Spektrum                   | Stalingrad Cowgirls |
| 169 | 24 oktober 2007 | Kopenhagen       | Denemarken  | Forum København                 | Dúné                |

### Elfde reeks - Tweede deel van Oceanië
| Nr. | Datum            | Plaats       | Land             | Locatie                        | Voorprogramma           |
| --- | ---------------- | ------------ | ---------------- | ------------------------------ | ----------------------- |
| 170 | 28 oktober 2007  | Las Vegas    | Verenigde Staten | Vegoose                        | Verschillende artiesten |
| 171 | 10 november 2007 | Perth        | Australië        | Supreme Court Gardens          | The Checks              |
| 172 | 14 november 2007 | Adelaide     | Australië        | Adelaide Entertainment Centre  | The Checks              |
| 173 | 15 november 2007 | Melbourne    | Australië        | Rod Laver Arena                | The Checks              |
| 174 | 17 november 2007 | Sydney       | Australië        | Sydney Entertainment Centre    | The Checks              |
| 175 | 21 november 2007 | Brisbane     | Australië        | River Stage                    | The Checks              |
| 176 | 23 november 2007 | Auckland     | Nieuw-Zeeland    | Trusts Stadium                 | The Checks              |
| 177 | 25 november 2007 | Christchurch | Nieuw-Zeeland    | Westpac Arena                  | The Checks              |
| 178 | 9 december 2007  | Los Angeles  | Verenigde Staten | KROQ Almost Acoustic Christmas | Verschillende artiesten |

### Twaalfde reeks - muziekfestivals en goede doelen
| Nr. | Datum         | Plaats       | Land                | Locatie                    | Voorprogramma           |
| --- | ------------- | ------------ | ------------------- | -------------------------- | ----------------------- |
| 179 | 3 maart 2008  | Dubai        | VAE                 | Dubai Desert Rock Festival | Verschillende artiesten |
| 180 | 21 maart 2008 | Johannesburg | Zuid-Afrika         | My Coke Fest               | Verschillende artiesten |
| 181 | 24 maart 2008 | Kaapstad     | Zuid-Afrika         | My Coke Fest               | Verschillende artiesten |
| 182 | 12 april 2008 | Londen       | Verenigd Koninkrijk | Royal Albert Hall          | The Futureheads         |
| 183 | 6 june 2008   | Lissabon     | Portugal            | Rock in Rio                | Verschillende artiesten |

### Dertiende reeks -Latijns-Amerika
| Nr. | Datum           | Plaats         | Land       | Locatie                 | Voorprogramma           |
| --- | --------------- | -------------- | ---------- | ----------------------- | ----------------------- |
| 184 | 16 juli 2008    | Monterrey      | Mexico     | Monterrey Arena         | Sexy Marvin             |
| 185 | 18 juli 2008    | Zapopan        | Mexico     | Auditorio Telmex        |                         |
| 186 | 20 juli 2008    | Bogotá         | Colombia   | Palacio de los Deportes | The Hall Effect         |
| 187 | 23 juli 2008    | Buenos Aires   | Argentinië | Teatro Gran Rex         | -                       |
| 188 | 24 juli 2008    | Buenos Aires   | Argentinië | Teatro Gran Rex         | -                       |
| 189 | 26 juli 2008    | Santiago       | Chili      | Teatro Caupolicán       | -                       |
| 190 | 30 juli 2008    | Rio de Janeiro | Brazilië   | Vivo Rio                | -                       |
| 191 | 31 juli 2008    | São Paulo      | Brazilië   | HSBC Arena              | -                       |
| 192 | 2 augustus 2008 | Brasília       | Brazilië   | Porão do Rock           | Verschillende artiesten |

### Veertiende reeks - Verenigd Koninkrijk en Ierland
| Nr. | Datum            | Plaats              | Land                | Locatie     | Voorprogramma           |
| --- | ---------------- | ------------------- | ------------------- | ----------- | ----------------------- |
| 193 | 13 augustus 2008 | Dublin              | Ierland             | Marlay Park | Kasabian, Glasvegas     |
| 194 | 16 augustus 2008 | Chelmsford          | Verenigd Koninkrijk | V Festival  | Verschillende artiesten |
| 195 | 17 augustus 2008 | Weston-under-Lizard | Verenigd Koninkrijk | V Festival  | Verschillende artiesten |

### Als support-act van Depeche Mode
| Nr. | Datum         | Plaats          | Land             | Locatie                    |
| --- | ------------- | --------------- | ---------------- | -------------------------- |
| 1   | 7 juli 2006   | Stockholm       | Zweden           | Olympiastadion             |
| 2   | 14 april 2007 | Houston         | Verenigde Staten | Reliant Arena              |
| 3   | 16 april 2007 | San Antonio     | Verenigde Staten | AT&T Center                |
| 4   | 18 april 2007 | Pensacola       | Verenigde Staten | Civic Center               |
| 5   | 19 april 2007 | Tampa           | Verenigde Staten | St. Pete Times Forum       |
| 6   | 22 april 2007 | Fort Lauderdale | Verenigde Staten | BankAtlantic Center        |
| 7   | 24 april 2007 | Duluth          | Verenigde Staten | Gwinnett Arena             |
| 8   | 25 april 2007 | Nashville       | Verenigde Staten | Municipal Auditorium       |
| 9   | 26 april 2007 | Charlotte       | Verenigde Staten | Cricket Arena              |
| 10  | 27 april 2007 | Columbia        | Verenigde Staten | Merriweather Post Pavilion |
| 11  | 28 april 2007 | Williamsburg    | Verenigde Staten | College of William & Mary  |

## Geannuleerde concerten
- Muse zal in eerste instantie ook optreden als support-act van My Chemical Romance. Wegens ziekte van beide bands gingen deze concerten niet door.